# ...And Then There Was X
Albums de DMX
Flesh of My Flesh, Blood of My Blood
(1998) The Great Depression
(2001)
Singles
1. What's My Name?
Sortie : 1999
2. Party Up (Up In Here)
Sortie : 2000

...And Then There Was X est le troisième album studio de DMX, sorti le 21 décembre 1999.
L'album s'est classé 1er au Billboard 200 et au Top R&B/Hip-Hop Albums, et a été certifié quintuple album de platine par la Recording Industry Association of America (RIAA) le 7 février 2001.

## Liste des titres
| No  | Titre                                             | Contient un (des) sample(s) de             | Durée |
| --- | ------------------------------------------------- | ------------------------------------------ | ----- |
| 1.  | The Kennel (Skit)                                 |                                            | 0:36  |
| 2.  | One More Road to Cross                            |                                            | 4:20  |
| 3.  | The Professional                                  |                                            | 3:35  |
| 4.  | Fame                                              |                                            | 3:37  |
| 5.  | A lot to Learn (Skit)                             | Blackout de DMX featuring The Lox et Jay-Z | 0:39  |
| 6.  | Here We Go Again                                  |                                            | 3:52  |
| 7.  | Party Up (Up In Here)                             |                                            | 4:28  |
| 8.  | Make A Move                                       |                                            | 3:33  |
| 9.  | What These Bitches Want (featuring Sisqó)         |                                            | 4:13  |
| 10. | What's My Name?                                   | Warsaw Concerto de Richard Addinsell       | 3:52  |
| 11. | More 2 a Song                                     | Let Me Fly de DMX                          | 3:42  |
| 12. | Don't You Ever                                    |                                            | 3:48  |
| 13. | The Shakedown (Skit)                              |                                            | 0:35  |
| 14. | D-X-L (Hard White) (featuring The Lox et Drag-On) |                                            | 4:21  |
| 15. | Comin' for Ya                                     |                                            | 4:02  |
| 16. | Prayer III                                        |                                            | 1:59  |
| 17. | Angel (featuring Regina Belle)                    |                                            | 5:07  |
| 18. | Good Girls, Bad Guys (featuring Dyme)             | Call Me de Skyy                            | 3:55  |